# Cijati (Majalengka)
Cijati is een bestuurslaag in het regentschap Majalengka van de provincie West-Java, Indonesië. Cijati telt 4590 inwoners (volkstelling 2010).